# Darwin et les grandes énigmes de la vie
Darwin et les grandes énigmes de la vie (Ever Since Darwin, en anglais) est un livre de vulgarisation scientifique de Stephen Jay Gould. Il s'agit du premier tome de la compilation des essais parus dans la chronique This view of life du mensuel Natural History. L'édition originale en anglais a été publiée par W. W. Norton & Company en 1977 à New York. La version en langue française est éditée par Le Seuil en février 1997.

## Composition
Le livre se décompose en 8 parties comprenant au total 33 essais :
- Prologue
- I. La saga de Darwin
  - 1. Le silence de Darwin
  - 2. L'expérience de la mer ou cinq ans à la table du capitaine
  - 3. L'odyssée du terme « évolution »
  - 4. Une oraison funèbre prématurée
- II. L'évolution de l'homme
  - 5. Une question de quantité
  - 6. Les buissons et les échelles de l'évolution humaine
  - 7. Le véritable père de l'homme est l'enfant
  - 8. Les embryons humains
- III. Animaux bizarres et applications de la théorie évolutionniste
  - 9. l'élan d'Irlande mal nommé, mal traité, mal compris
  - 10. La sagesse biologique, ou pourquoi certaines mouches mangent leur mère
  - 11. Les bambous, les cigales et l'économie selon Adam Smith
  - 12. Le problème de la perfection ou comment un coquillage donne naissance à un poisson
- IV. Modèle et ponctuations de l'histoire de la vie
  - 13. Les cinq règnes de la vie
  - 14. Un héros unicellulaire que personne n'a immortalisé
  - 15. L'explosion du cambrien est-elle un trucage sigmoïde
  - 16. La mort en masse
- V. Théories de la Terre
  - 17. La sale petite planète du révérend Thomas
  - 18. Uniformité et catastrophe
  - 19. le choc de Vélikovsky
  - 20. Le succès de la dérive des continents
- VI. La taille et la forme. Des églises aux cerveaux et aux planètes
  - 21. La taille et la forme
  - 22. L'intelligence humaine
    - 1. Le corps
    - 2. Le cerveau

  - 23. Histoire du cerveau des vertébrés
  - 24. Taille et surface des planètes
- VII. Science et société...Point de vue historique
  - 25. Les héros et les fous
  - 26. La posture fait l'homme
  - 27. Racisme et récapitulation
  - 28. le délinquant est une erreur de la nature ou le singe qui sommeille en nous
- VIII. La nature humaine. Points de vue scientifique et politique
  - 1. Race, sexe et violence
    - 29. Les races : point de vue biologique
    - 30. La non-science de la nature humaine
    - 31. Arguments racistes et QI

  - 2. Sociobiologie
    - 32. Potentialités biologiques contre déterminisme biologique
    - 33. Un animal doué de bienveillance
- Épilogue
- Bibliographie
- Index

## Sources
- (en) Cet article est partiellement ou en totalité issu de l’article de Wikipédia en anglais intitulé « Ever Since Darwin » (voir la liste des auteurs).